# GSC1868-772
GSC1868-772 — хімічно пекулярна зоря спектрального класу B8, що має видиму зоряну величину в смузі V приблизно 10,9.

## Пекулярний хімічний вміст
Зоряна атмосфера GSC1868-772 має підвищений вміст 
Si
.